# غاري سانت كلير
غاري سانت كلير (بالإنجليزية: Gary St. Clair)‏ (7 أغسطس 1952 في الولايات المتحدة - ) هو مدرب كرة قدم ولاعب كرة قدم أمريكي في مركز حراسة المرمى. لعب مع سان خوزيه إيرث كويكس وSan Diego Jaws ‏.